# Ruine Ravensburg (Thüngersheim)
Die Ruine Ravensburg, in den ältesten Aufzeichnungen auch Rabensburg genannt, ist eine Burgruine aus der Stauferzeit südlich von Thüngersheim in Franken.

## Geographische Lage
Die Ruine der Spornburg befindet sich am rechten Mainufer, etwa acht Kilometer nördlich von Würzburg, auf einem 240 m ü. NN hohen Felsrücken aus dem anstehenden Muschelkalk, der sich ins Flusstal hinein streckt. Er bildet den Vorsprung eines waldbedeckten Hügels und gewährt eine weite Sicht in das hier fast geradlinig in Nord-Süd-Richtung verlaufende Tal des Mains.

## Geschichte
Um 1170 errichten die Herren von Würzburg, Dienstmannen des Würzburger Bischofs und des Reiches, eine Höhenburg auf dem Ravensberg zwischen Veitshöchheim und Thüngersheim. Sie nannten sich nach dem Sitz Herren von Ravensburg. 1178 wird ein Heinrich von Ravensburg erstmals urkundlich mit diesem Namen bezeugt. Gemeinsam mit den Lehensleuten von Burg Falkenberg, hoch über Erlabrunn auf der gegenüberliegenden Mainseite gelegen, beherrschten die Ravensburger das Maintal nördlich von Würzburg. Sie hatten eine mächtige Stellung im Hochstift Würzburg inne, bis sich am 3. Dezember 1202 Bodo von Ravensburg und Heinrich von Falkenberg des Mordes am Würzburger Bischof Konrad von Querfurt schuldig machten.
Als Strafmaßnahme wurden die Burgen Ravensburg auf dem Ravensberg und Falkenberg auf dem Volkenberg geschleift, und die Burgherren sowie ihre Helfer von Papst Innozenz III. mit dem Bannfluch belegt. Zwar konnten sich die Ravensburger und Falkenberger unter strengen Auflagen wieder vom Bann lösen und teilweise ihre alten Besitzrechte zurückerlangen, ein Wiederaufbau der Burgen gelang jedoch nicht mehr.
In dem Freilichtstück Gebrochene Schwingen, das von 1995 bis 2005 in Erlabrunn aufgeführt wurde, wurde die sagenumwobene Geschichte der Ravensburg und der Burg Falkenberg dargestellt. Die Aufführung wurde anlässlich der 800-Jahr-Feier des Ortes Erlabrunn 2009 wieder aufgenommen.
2023 wurde eine digitale Rekonstruktion der Burganlage im Rahmen des örtlichen Höfefests der Öffentlichkeit vorgestellt.

## Beschreibung
Die Ravensburg nahm in einer trapezförmigen Ausdehnung ursprünglich den gesamten Felssporn ein. Die Länge der Umfassungsmauern an der Nord-, West- und Ostseite betrug etwa 40 Meter, an der Südseite etwa 30 Meter. Ein tiefer Halsgraben sicherte den Zugang zur Burg, der nur über eine Zugbrücke möglich war. Jenseits dieses Grabens lag die Vorburg, bestehend aus Wirtschaftsgebäuden, die zur Versorgung der Burginsassen dienten.
Die gesamte Anlage wurde überragt von dem mächtigen, runden Bergfried, der Ausblick und letzter Zufluchtsort zugleich war und das Burgverlies barg. Daneben befand sich der Palas, das Wohngebäude der Burgherren. Die Wirtschaftsgebäude waren durch eine Innenmauer vom Wohnbereich getrennt und teilweise unterkellert. Als Baumaterial diente der anstehende Muschelkalk. Fenster und Türgewände waren aus Buntsandstein.
Heute sind nur mehr wenige Überreste der einst bedeutenden Burg sichtbar. Die Ringmauer der Ravensburg, in einer Stärke von bis zu drei Meter auf den anstehenden Fels gemörtelt, ist teilweise noch bis zu etwa einem Meter Höhe erhalten. Die Reste des runden Bergfrieds ragen in einem Durchmesser von elf Metern fast drei Meter über den Boden.
Von der Ravensburg war noch im 19. Jahrhundert wesentlich mehr erhalten.
Im Jahr 1838 wurde im Bereich der südwärts gelegenen Wirtschaftsgebäude ein Weinberg angelegt. Dabei wurde ein Gewölbekeller von etwa 20 Metern Länge und sieben Metern Breite freigelegt. Auch die Trennmauern der einzelnen Wirtschaftsteile waren damals noch klar zu erkennen. Beim Umgraben kamen zahlreiche Ziegelbrocken, verkohlte Balken und die Reste runder Fensterleibungen aus rotem Sandstein zum Vorschein – deutliche Anzeichen dafür, dass die Burg nicht nur durch Einreißen, sondern auch durch Brand zerstört worden war. Bei einer archäologischen Untersuchung des Turminneren konnten später ebenfalls Brandspuren nachgewiesen werden.
1997 wurden durch die Gemeinde Thüngersheim und die Direktion für Ländliche Entwicklung Würzburg die Überreste des Bergfrieds teilweise wieder freigelegt und eine Gedenktafel errichtet.

## Sonstiges
Die Ravensburg ist namensgebend für die fränkische Großweinlage Thüngersheimer Ravensburg.

## Quelle
- Peter Rückert: Ravensburg und Falkenberg. Die Geschichte zweier Burgen in der Stauferzeit. Würzburg, Selbstverlag der Flurbereinigungsdirektion, 74 Seiten, 1992, ISBN 3-929411-00-8 (Inhaltsangabe in der Zeitschrift für bayrische Landesgeschichte)